# Follow the Girl
Follow the Girl è un film muto del 1917 diretto da Louis Chaudet. Prodotto dalla Butterfly Photoplays e sceneggiato da Fred Myton, aveva come interpreti Ruth Stonehouse, Jack Dill, Roy Stewart, Mattie Witting, Claire Du Brey, Alfred Allen, Harry Dunkinson.

## Trama
Hilda, una giovane svedese, parte come emigrante per gli Stati Uniti. Sulla nave, Donna, una spia, cuce nell'orlo della gonna di Hilda dei documenti segreti, informando della cosa Felix Martinez, che dovrà intercettare la ragazza dopo che sarà entrata nel paese. Hilda, insieme a Olaf, un altro emigrante, elude Martinez, anche se ignara di essere oggetto di quella ricerca. I due giovani partono per il West ma, a una stazione, perdono il treno e Larry O'Keefe, un allevatore di bestiame, li prende sotto la sua protezione. Martinez, rintracciata la ragazza, predispone un piano per rapirla ma scopre che lei non possiede più le carte, che ha consegnato a O'Keefe. Hilda, dopo essere riuscita a fuggire ai suoi rapitori, incontra O'Keefe venuto a cercarla. Al ranch, intanto, giunge anche Donna che però è stata seguita da alcuni agenti del governo che arrestano lei e Martinez. Recuperati i documenti segreti, Hida viene elogiata per il servizio che ha fatto al paese che ora, dopo il suo matrimonio con O'Keefe, diventa a tutti gli effetti anche il suo.

## Produzione
Il film fu prodotto dall'Universal Film Manufacturing Company (come Butterfly Photoplays).

## Distribuzione
Il copyright del film, richiesto dalla Universal Film Mfg. Co., fu registrato il 26 luglio 1917 con il numero LP11138.
Distribuito dall'Universal Film Manufacturing Company, il film uscì nelle sale cinematografiche statunitensi il 26 luglio 1917.
Non si conoscono copie ancora esistenti della pellicola che viene considerata presumibilmente perduta.